# René Daniëls
René Daniëls (Eindhoven, 23 mei 1950) is een Nederlandse kunstenaar die zich met name met tekenen en met schilderkunst bezighoudt, op doek en op papier. In 1987 werd hij getroffen door een hersenbloeding; sinds 2007 tekent hij weer en maakt daarnaast schilderijen in kleine formaten.

## Opleiding
Renë Daniëls volgde vanaf 1972 de Kunstacademie van Den Bosch en sloot deze af in 1976. Hij volgde volgens zijn kunstvriend Henk Visch daar uitsluitend de heel vrije afdeling 'Grafiek'; daarnaast heeft hij zichzelf in deze jaren met name de schilderkunst eigen gemaakt. In een interview in 1983 gaf hij aan dat tijdens zijn studiejaren een aantal Duitse kunstenaars sterk zijn aandacht trokken zoals Markus Raets, Sigmar Polke en ook Georg Baselitz. Met name Raets viel hem toen op door een manier van werken die sterk aan de Belgische schilder René Magritte deed denken, met wie Daniëls in die tijd enige verwantschap voelde, wat betreft 'emotionele afstandelijkheid'.

## Leven en werk
Daniëls exposeerde voor het eerst te Düsseldorf in 1977. Hij voegde zich niet bij de Nieuwe Wilden die in die jaren en vogue waren, maar sloot aan bij een traditie waarin de nadruk ligt op de relatie tussen taal en beeld, zoals bij Marcel Broodthaers en later ook bij Hugo Debaere en Jan Van Imschoot. In 1978 maakte hij zijn schilderijenreeks van grammofoonplaten, boekenkasten  en camera's. Zelf omschreef hij deze werken als zijn manier om los te komen en 'even flink te schilderen'. In die tijd van de punkmuziek bezocht hij vaak concerten waar hij met zijn super 8-camera filmpjes opnam; vandaar de genoemde onderwerpen die in zijn werk toen vaak terug kwamen. Deze werken werden al snel na het afsluiten van zijn academiejaren door kunstrecensenten getypeerd als 'verrassend, vernieuwend en provocerend'. Galerie Helen van der Mey haalde hem in 1978 naar Amsterdam en exposeerde dat jaar zijn recente werken.
Begin jaren tachtig deed Daniëls mee aan tentoonstellingen als Westkunst in 1981 in Keulen, Zeitgeist in 1982 in Berlijn,  documenta 7 in 1982 in Kassel.
In de jaren tachtig was hij internationaal bekend en werd zijn werk goed verkocht. Eind 1987 maakte een hersenbloeding echter een einde aan zijn korte loopbaan in de schilderkunst. Hij heeft sindsdien last van ernstige motorische stoornissen. Vanaf 2006 woont hij in Eindhoven en schildert en tekent weer kleine werken.

### Werkwijze
Daniëls maakte vaak eerst reeksen tekeningen en kleurschetsen op papier (vaak gouache) alvorens hij overging tot het maken van een schilderij. Zijn onderwerpen kwamen vaak voort uit zijn eigen directe omgeving: een schoolgebouw met verlichte ramen in de avond, waar hij langs reed op weg naar huis, zijn eigen filmcamera of platen, een academiegebouw in Rotterdam dat hij tegenkwam, omdat hij daar in een jury zat (motief bij de reeks doeken Palais des Beaux-aards). Zelf omschreef hij zijn werkproces in een interview in 1983 met kunstrecensent Anna Tilroe als een vorm van 'automatisme', waarbij dezelfde vormen in een hele reeks schilderijen terug bleven komen - iets, wat hij zelf niet in de hand had, en als vanzelf gebeurde. Eerst moest hij wel een kader te pakken krijgen - een zeker houvast - voordat hij tot het schilderen kon overgaan. Maar eenmaal op gang gekomen kwamen er al schilderend als vanzelf allerlei ideeën naar boven, die altijd iets met het leven te maken hadden, maar dan wel met meerdere facetten daarvan. Nooit ging het Daniëls om één enkel ding of facet op zich, maar altijd om een samengesteld geheel, waarvan de elementen met elkaar verbinding kregen tijdens het schilderen zelf. Het is niet toevallig dat Daniëls vaak Marcel Duchamp en Francis Picabia noemde als zijn grote inspiraties; beide kunstenaars uit het Surrealisme hadden verwante opvattingen hierin en gebruikten het 'automatisme' hartstochtelijk.

### Woord en beeld
Voor René Daniëls hebben ideeën en teksten altijd een onmisbaar element gevormd voor zijn kunst; daarom heeft hij voortdurend in zijn beeldende kunst woorden en fragmenten tekst verwerkt of toegevoegd. Zelf omschreef hij deze verhouding tussen woord en beeld in een notitie, c. 1980-85:
Wat ik te zeggen heb kan in enkele regels. Ik vond altijd vruchtbare ideeen interessanter dan de volledige uitwerking van die ideeen. En op een ander niveau houdt het ook het midden tussen die afbeelding en de woorden die die afbeelding beschrijven. En De woorden staan wel op hun juiste plaats. - Boek / Tentoonstelling

### Daniëls en kunstkritiek
Door een aantal kritische opmerkingen van Daniëls over de toenmalige kunstkritiek en de kunstcritici werd een deel van zijn werk bekeken en geïnterpreteerd als kritiek op de kunst-critici, zoals zijn serie schilderijen Palais-des-Beaux-aards uit 1983. Daniëls was inderdaad kritisch op de kunstcritici die zich in zijn ogen veel te veel bemoeiden met de eigentijdse kunst en die tot snelle interpretaties daarvan wilden komen. Hij vond dat de kunstenaars uit zijn jaren zich mede daardoor ook veel te veel zelf bezighielden met de kunstkritiek en de markt, zoals hij dat terugzag in het werk van de Nederlandse fundamentele kunstenaars. Daniëls:  'Kunstenaars zijn een ander soort kunsthistorici geworden..'  (doordat ze volgens hem zoveel citeren naar voorgaande kunst en kunstenaars). Hij was daarom in 1983 nog van plan om zelf een eigen blad uit te geven met de naam Exorcice Wheel om hiermee tegengas te geven.

## Stichting René Daniëls
Nadat Daniëls in 1987 door een hersenbloeding werd getroffen zijn honderden tekeningen, schetsen, en de vele notities in woord die in zijn atelier werden aangetroffen, ondergebracht in de Stichting René Daniëls; daarbij waren er ook nog 90 schilderijen die min of meer voltooid waren. Op verzoek van de stichting heeft het van Abbemuseum in Eindhoven al het gevonden materiaal geregistreerd en gedocumenteerd; bovendien moesten de nodige werken geconserveerd te worden. Al in een eerste overzichtstentoonstelling over Daniëls in 1998 is door het museum deels van dit archief gebruik gemaakt.

## Werk in openbare collecties (selectie)
- Bonnefantenmuseum, Maastricht
- Dordrechts Museum, Dordrecht
- Kunstmuseum Wolfsburg, Wolfsburg
- Museum De Pont, Tilburg[10]
- Rijksmuseum Amsterdam[11]
- Stedelijk Museum Amsterdam
- Tate Gallery, Londen
- Van Abbemuseum, Eindhoven[12]

## Werken (selectie)

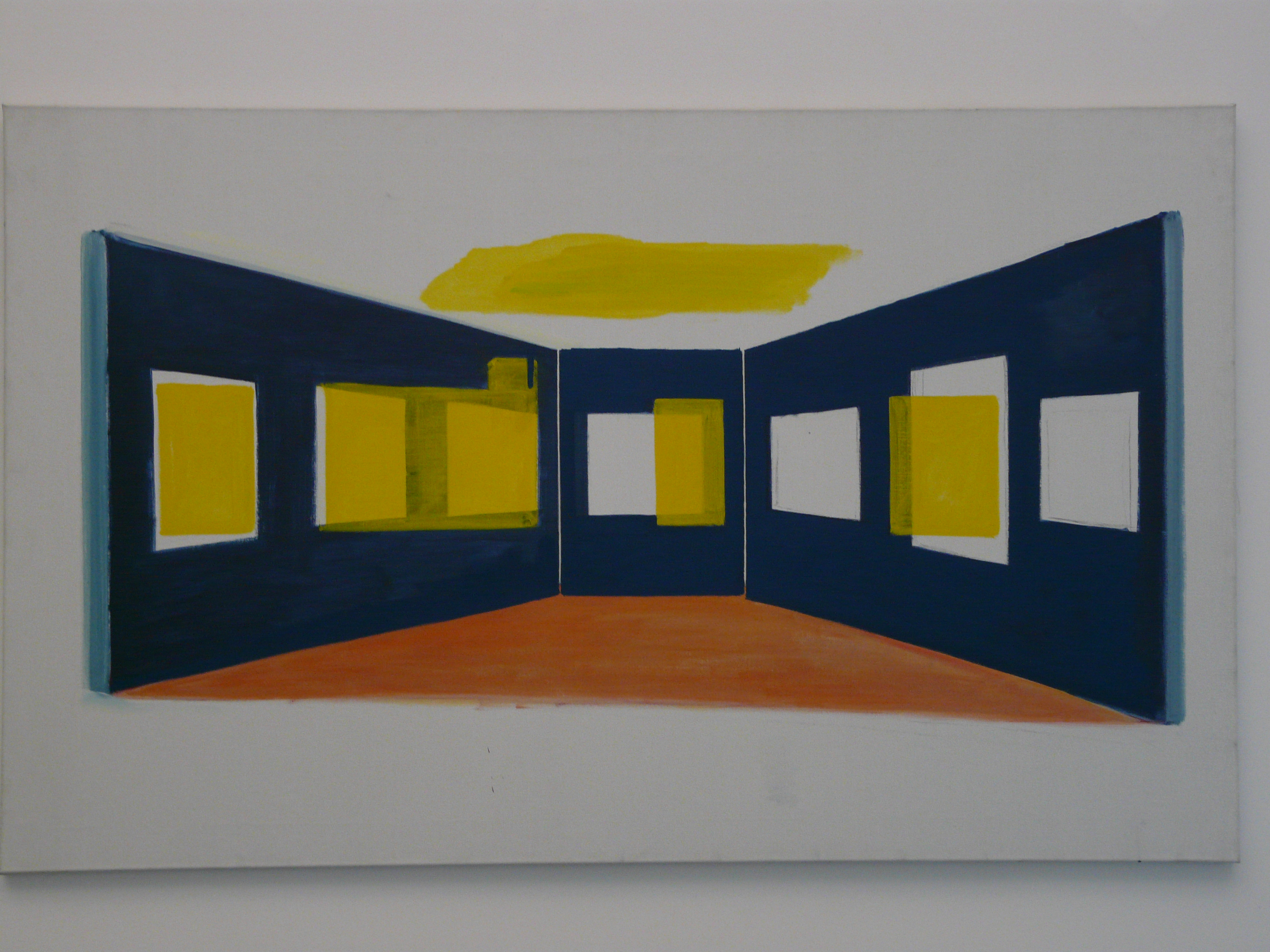
Plattegronden, (painting on the bullfight) 1986

- Zonder titel, 1976, Van Abbemuseum in Eindhoven
- Grammofoon, 1978, Van Abbemuseum
- La muse vénale, 1979, Van Abbemuseum[13][14]
- Piccadilly Circus, 1980-1984, Van Abbemuseum[13]
- Gent, 1980-1981, olieverf op linnen, 180 x 240 cm, langdurige bruikleen 1992, De Pont in Tilburg[15]
- Hollandse nieuwe ontdekt hoe goed Hollandse nieuwe smaakt, 1982, Van Abbemuseum[13]
- Cocoanuts, 1982, olieverf op doek, 200 x 140 cm, langdurige bruikleen 2003, De Pont in Tilburg[16]
- Klein rood landschap 1983, olieverf op doek, 122 x 96 cm langdurige bruikleen 2003, De Pont in Tilburg [bron?]
- Schoorsteen in de wolken (Palais des Boosaards), 1983, Van Abbemuseum[17]
- Landschapschilderij, 1984, Van Abbemuseum[13][18]
- Een warme dag in de vuurtoren, 1984, olieverf op doek, 130 x 170 cm, langdurige bruikleen 2003, De Pont in Tilburg [bron?]
- Het schoolbestuur is oneens met de EG-bepalingen, 1984[13]
- A hot day in the lighthouse, 1984, Van Abbemuseum[13]
- Het Glazen 1984, olieverf op doek, 200 x 130 cm, langdurige bruikleen 1992, Museum De Pont, Tilburg[19]
- A fountain in Africa, 1984, Bonnefantenmuseum in Maastricht
- Plattegronden, (painting on the bullfight) 1985, Van Abbemuseum[13][20]
- Het huis, 1986[13][21]
- Plattegronden, (painting on the bullfight) 1986, 140 x 190 cm, Van Abbemuseum[13]
- Zig-Zag Zigzag, 1987, Van Abbemuseum[22]
- Elba - St. Helena, 1987, Van Abbemuseum[13]
- De terugkeer van de performance, 1987, olieverf op doek, 190 x 130 cm, langdurige bruikleen 2003 , De Pont in Tilburg[bron?]
- Lentebloessem, 1987,
- Zonder titel 2007, viltstift op doek, 79 x 59 cm, De Pont in Tilburg[23]

## Tentoonstellingen (selectie)
- René Daniëls- The most contemporary picture show, 1998, Van Abbemuseum in Eindhoven.Daarna is deze tentoonstelling in het Kunstmuseum in Wolfsburg, Kunsthalle Basel vanaf 30 januari 1999, Stedelijk Museum Amsterdam vanaf 24 april 1999[24]
- Galleries 5: René Daniels van 9 mei 2006 t/m 15 april 2007 in het Bonnefantenmuseum in Maastricht
- René Daniëls, tekeningen en schilderijen 1977-1987, van 12 mei t/m 26 augustus 2007 in De Pont in Tilburg
- René Daniels Plug In #15, van 16 december 2006 t/m 28 oktober 2007, Van Abbemuseum in Eindhoven[25]
- René Daniels De terugkeer van de performance Plug In #31 van 15 december 2007 t/m 11 mei 2008, Van Abbemuseum in Eindhoven[26]
- René Daniels Ondergronds verbonden Plug In #40 van 24 mei t/m 24 augustus 2008, Van Abbemuseum in Eindhoven[27]
- René Daniëls. Una exposición es siempre parte de un todo mayor van 20 oktober 2011 - 26 maart 2012 in het Museo Nacional Centro de Arte Reina Sofía in Madrid[28]
- René Daniëls - Een tentoonstelling is ook altijd een deel van een groter geheel van 12 mei 2012 t/m 23 september in het Van Abbemuseum in Eindhoven[29]